# Tour de France 2007/Prolog
| Ergebnis des Prologs           | Ergebnis des Prologs | Ergebnis des Prologs   |
| ------------------------------ | -------------------- | ---------------------- |
| Etappensieger                  | Fabian Cancellara    | 8:50 min (53,660 km/h) |
| Zweiter                        | Andreas Klöden       | + 0:13 min             |
| Dritter                        | George Hincapie      | + 0:23 min             |
| Vierter                        | Bradley Wiggins      | + 0:23 min             |
| Fünfter                        | Wladimir Gussew      | + 0:25 min             |
| Sechster                       | Wladimir Karpez      | + 0:26 min             |
| Siebter                        | Alexander Winokurow  | + 0:30 min             |
| Achter                         | Thomas Dekker        | + 0:31 min             |
| Neunter                        | Manuel Quinziato     | + 0:32 min             |
| Zehnter                        | Benoît Vaugrenard    | + 0:32 min             |
| Zwischenstände nach dem Prolog |                      |                        |
| Gelbes Trikot                  | Fabian Cancellara    | 8:50 min               |
| Zweiter                        | Andreas Klöden       | + 0:13 min             |
| Dritter                        | George Hincapie      | + 0:23 min             |
| Grünes Trikot                  | Fabian Cancellara    | 15 P.                  |
| Zweiter                        | Andreas Klöden       | 12 P.                  |
| Dritter                        | George Hincapie      | 10 P.                  |
| Weißes Trikot                  | Wladimir Gussew      | 9:15 min               |
| Zweiter                        | Thomas Dekker        | + 0:06 min             |
| Dritter                        | Benoît Vaugrenard    | + 0:07 min             |
| Teamwertung                    | Team Astana          | 27:48 min              |
| Zweiter                        | Team CSC             | + 0:02 min             |
| Dritter                        | Discovery Channel    | + 0:05 min             |

Der Prolog der Tour de France 2007 am 7. Juli war 7,9 Kilometer lang und führte die Fahrer auf einem Rundkurs durch die Innenstadt der britischen Hauptstadt London.

## Verlauf
Die Strecke durch die Innenstadt begann in der Whitehall und führte die 189 Starter aus 21 Teams vorbei an Big Ben, Westminster Abbey und dem Buckingham Palace zunächst in den Hyde Park. Nach einer weiteren Vorbeifahrt am Buckingham Palace folgte die Zieleinfahrt auf The Mall am St. James’s Park. Abgesehen von einigen Kurven wies der Parcours keine anspruchsvollen Passagen auf.
Als Favoriten für den Auftaktsieg galten im Vorfeld der Schweizer Zeitfahrweltmeister Fabian Cancellara, der bereits den Auftakt der Tour de Suisse wenige Wochen zuvor für sich hatte entscheiden können, die Briten David Millar und Bradley Wiggins, sowie der US-Amerikaner David Zabriskie.
Die Fahrer starteten ab 15:00 Uhr Ortszeit im Abstand von einer Minute. Der erste Fahrer auf der Strecke war der Italiener Enrico Degano vom Team Barloworld. Als letzter Fahrer startete um 18:08 Uhr der designierte Vorjahressieger Óscar Pereiro im Trikot von Caisse d’Epargne.
Unter den Favoriten für den Gesamtsieg schockte der Deutsche Andreas Klöden zunächst die Konkurrenz mit einer Zeit von 9:03 Minuten, mit der er die Spezialisten für diese Disziplin, George Hincapie und David Zabriskie, im Ziel um zehn respektive 19 Sekunden distanzierte. In der Folge kam keiner der Favoriten auch nur annähernd an die Zeit Klödens heran. Sein Teamkollege Alexander Winokurow verlor 17 Sekunden auf ihn und Alejandro Valverde sogar 30. Erst Fabian Cancellara, der als drittletzter Fahrer auf die Strecke ging, unterbot die Zeiten des Deutschen deutlich. Im Ziel lag er 13 Sekunden vor Klöden und sicherte sich im drittschnellsten Prolog der Tour-Geschichte das Gelbe Trikot des Gesamtführenden. Den dritten Platz im Tagesklassement belegte George Hincapie. Für Cancellara war es der zweite Prolog-Sieg bei einer Tour de France nach 2004.
Fabian Cancellara übernahm neben dem Gelben Trikot auch das Grüne Trikot als Führender in der Sprintwertung. Der beste Nachwuchsfahrer war der Russe Wladimir Gussew, der mit einer Zeit von 9:15 Minuten und somit 25 Sekunden Rückstand auf Cancellara den Prolog als Tagesfünfter beendete. In der Wertung um das Weiße Trikot lag er sechs Sekunden vor dem Niederländer Thomas Dekker und sieben Sekunden vor dem Franzosen Benoît Vaugrenard. Die Spitzenposition in der Mannschaftswertung sicherte sich das Team Astana. Mit Andreas Klöden auf dem zweiten, Alexander Winokurow auf dem siebten und Andrei Kaschetschkin auf dem 16. Platz fuhren sie das beste Mannschaftsergebnis heraus. Dahinter belegten das Team CSC und Discovery Channel die weiteren Plätze.

## Zwischenstände
1. Zwischenzeitmesspunkt am West Carriage Drive (Kilometer 4,5) (15 m ü. NN)
| Erster   | Fabian Cancellara   | 5:07 min   |
| Zweiter  | Andreas Klöden      | + 0:07 min |
| Dritter  | George Hincapie     | + 0:14 min |
| Vierter  | Wladimir Karpez     | + 0:15 min |
| Fünfter  | Wladimir Gussew     | + 0:15 min |
| Sechster | Bradley Wiggins     | + 0:15 min |
| Siebter  | Alexander Winokurow | + 0:15 min |
| Achter   | José Iván Gutiérrez | + 0:16 min |
| Neunter  | Manuel Quinziato    | + 0:16 min |
| Zehnter  | David Zabriskie     | + 0:17 min |

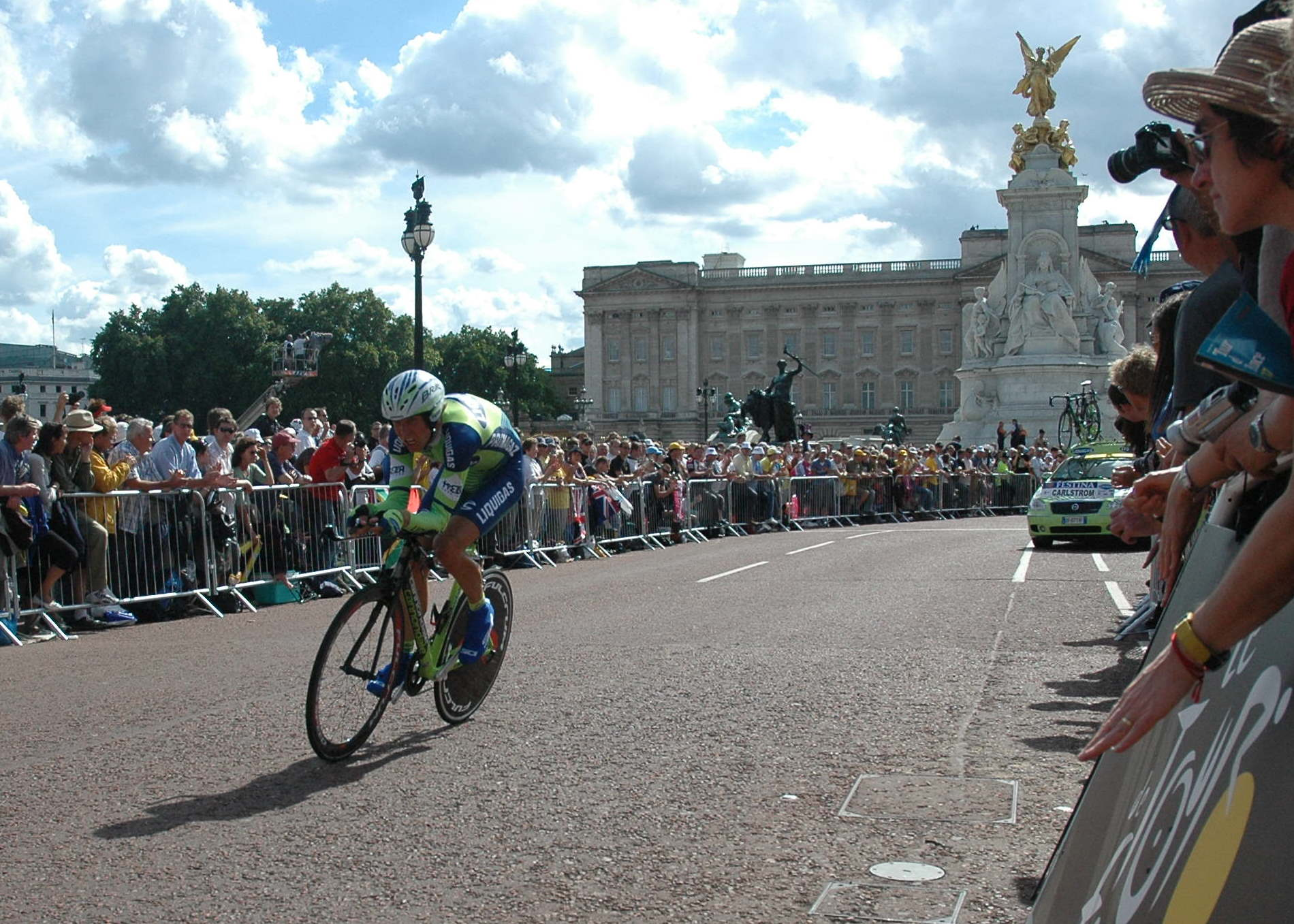
Kjell Carlström bei der Passage des Victoria Memorial und Buckingham Palace
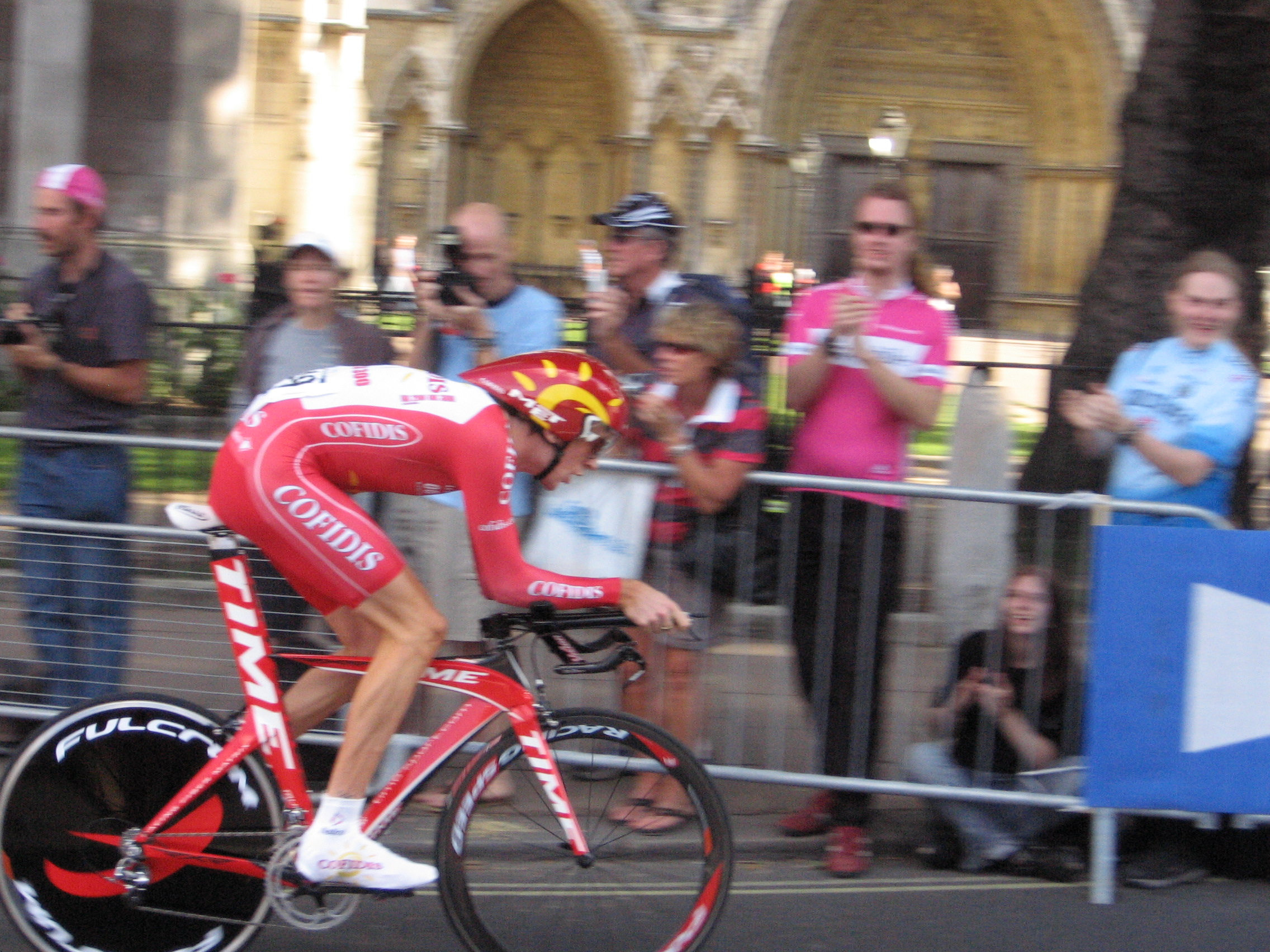
Bradley Wiggins auf der Fahrt durch die Londoner Innenstadt
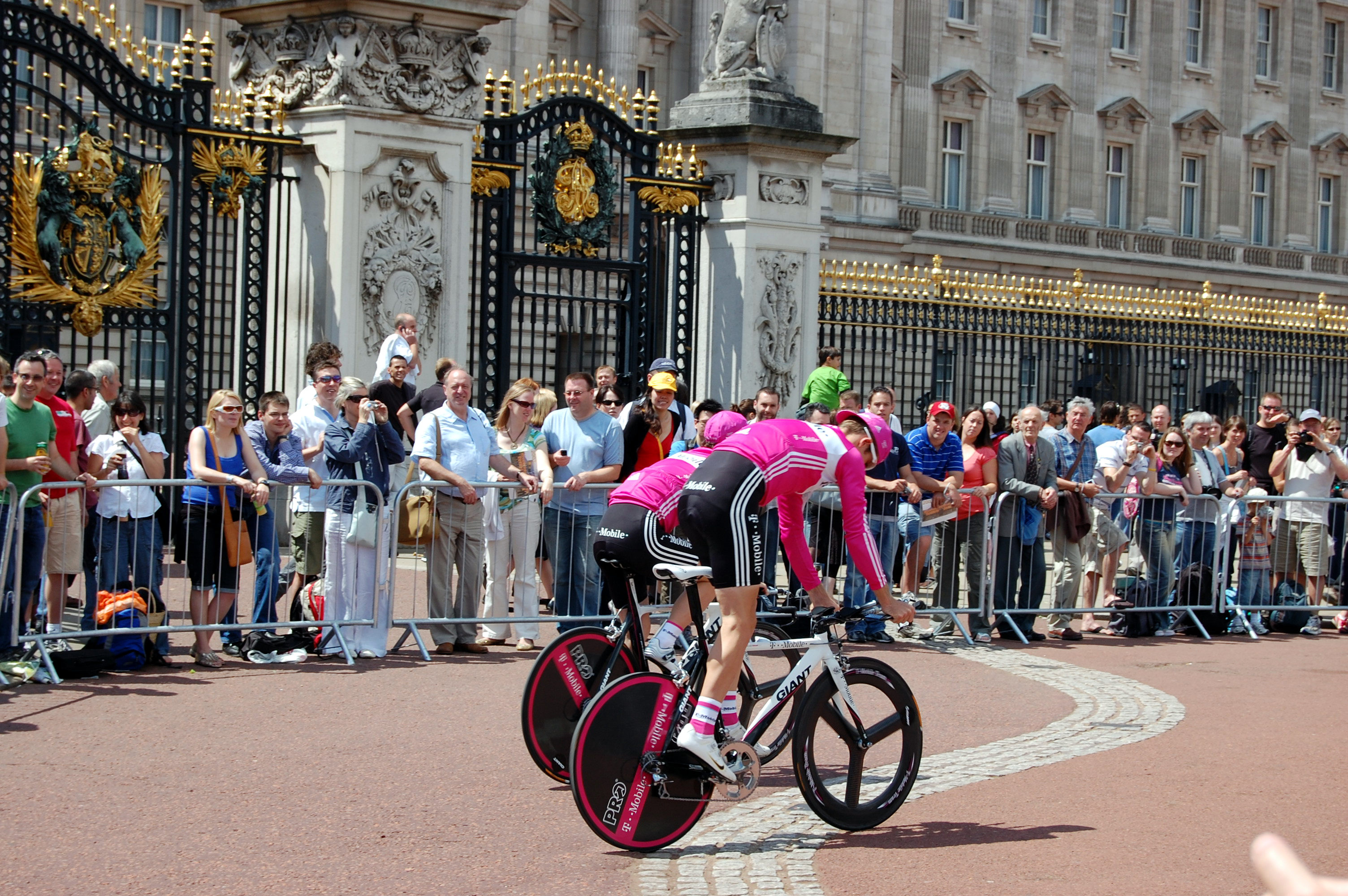
Zwei T-Mobile-Fahrer beim Inspizieren der Strecke vor dem Buckingham Palace
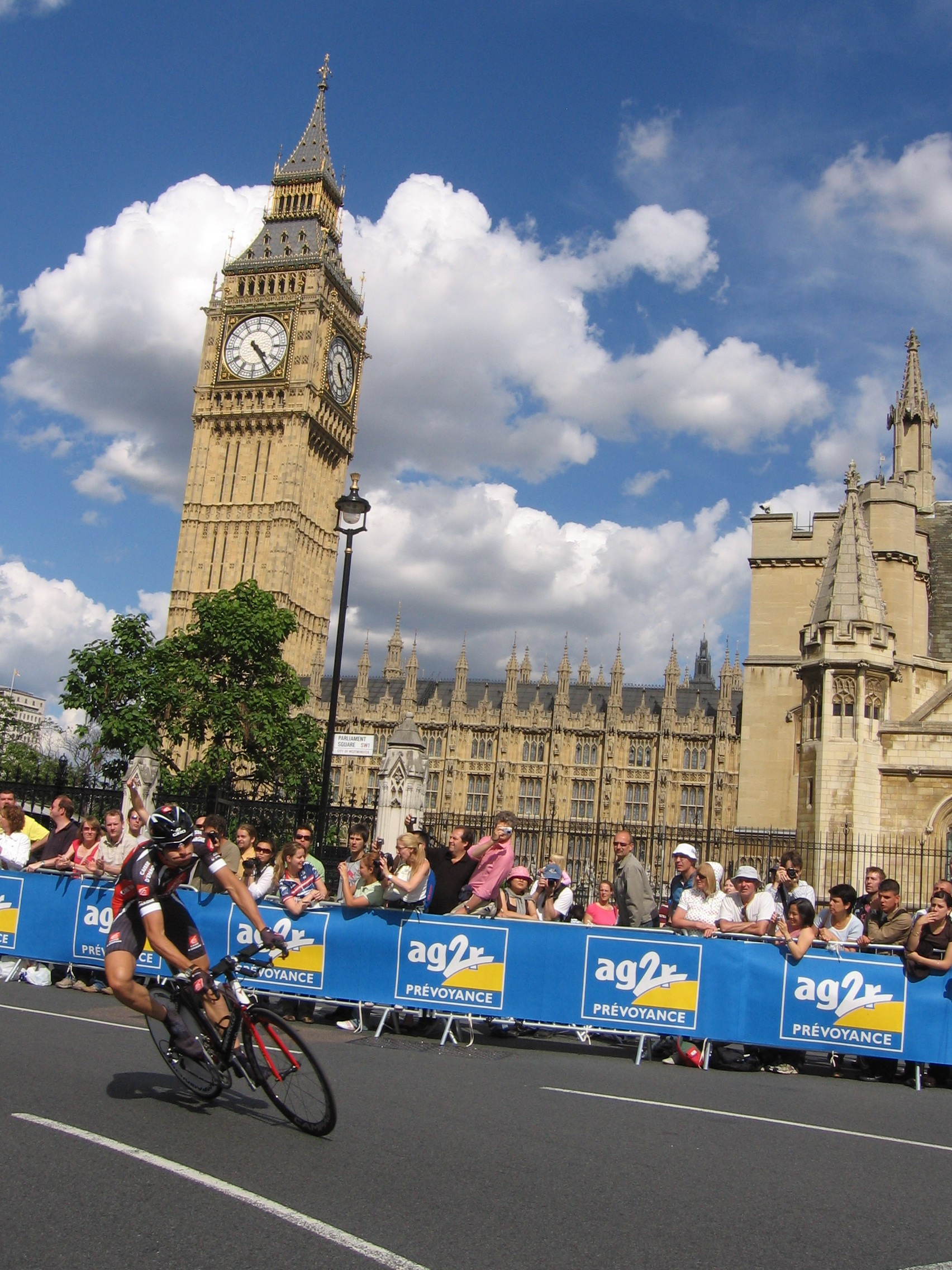
Xabier Zandio passiert Big Ben
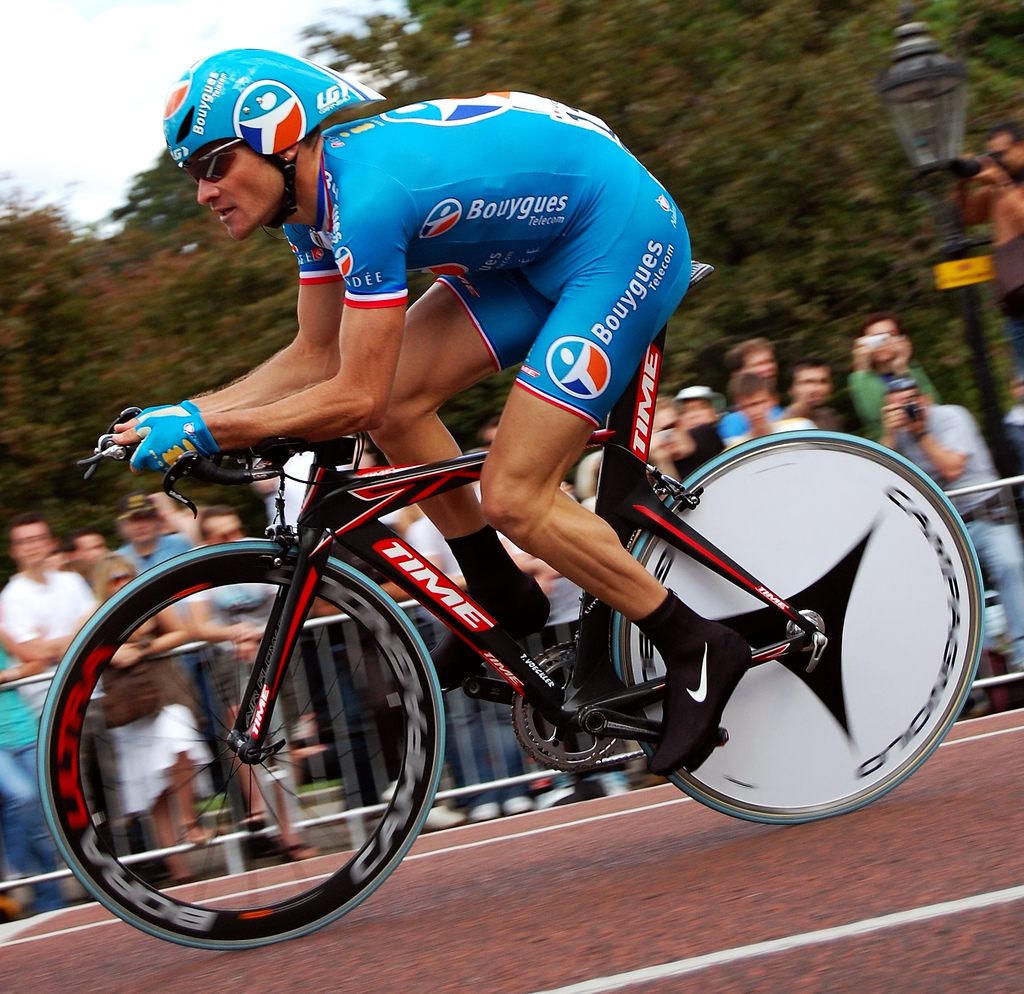
Thomas Voeckler von Bouygues Télécom